# Слука, Александр Евгеньевич
 Слука, Александр Евгеньевич (бел.: Аляксандр Яўгенавіч Слука; 26 июня 1923, Горки Могилёвской области — 11 августа 2007, Москва) — экономико-географ, страновед, доктор географических наук, заслуженный профессор МГУ имени М. В. Ломоносова(1997). Участник Великой Отечественной войны. Известен как специалист в области экономической географии зарубежных стран и географии населения.

## Биография
Окончил с отличием Горецкую русскую школу (в настоящее время СШ № 2). Бывший студент А. Слуки, преподаватель кафедры социально-экономической географии зарубежных стран МГУ Сергей Рогачев вспоминал рассказ Александра Евгеньевича о том, как ещё в Горецкой школе он «…пришел к увлечению нашей, самой интересной, самой важной для человечества наукой через участие в географических и страноведческих конкурсах, проводимых умной советской прессой».
Окончив школу, в 1940 г. поступил на географический факультет МГУ. Однако учёбу пришлось отложить на долгих четыре года.
В 1943 г. — курсант миномётного батальона пехотного училища под Свердловском. В начале июля 1943 г. принял участие в ожесточенных боях на Курской дуге. Об этих сражениях он оставил воспоминания, впервые опубликованные в многотиражной газете «Московский университет» в июле 1997 г. За участие в боевых действиях под Орлом и освобождение города наш земляк был удостоен медали «За отвагу». Войну он закончил 9 мая 1945 г. в Восточной Пруссии, на территории нынешней Польши. Был награждён орденами Отечественной войны I и II степени, медалями СССР.

## В послевоенный период
После войны окончил в 1948 г. географический факультет МГУ. После окончания университета началась учёба в аспирантуре, а с 1951 г. Александр Евгеньевич стал преподавателем кафедры экономической географии капиталистических стран (ныне кафедра социально-экономической географии зарубежных стран). Вскоре защитил диссертацию на соискание ученой степени кандидата географических наук на тему «География миграций населения во Франции в связи с обезлюдением деревни».
Работал доцентом на кафедре экономической географии капиталистических стран МГУ, заместителем декана географического факультета, избирался членом Ученого совета факультета.
В 1957—1961 гг. — старший научный сотрудник кафедры экономической географии капиталистических стран.
В 1982 г. защитил диссертацию на соискание ученой степени доктора географических наук на тему «Географический анализ динамики населения Западной Европы (воспроизводство, миграции, расселение, занятость)».
Будучи профессором кафедры социально-экономической географии зарубежных стран, Александр Евгеньевич читал курсы лекций: «География населения с основами демографии и этнографии», «Экономическая и политическая география Европы», «Социально-экономическая география Франции».
Сергей Рогачев отмечал, что А. Е. Слука «…подлинный знаток самых изящных и деликатных мест Земли — Франции и Италии» и что «секреты его преподавательского мастерства и методической концепции были притягательны для всех его учеников: простота изложения, отсутствие надуманности, четкий отбор важнейшего материала. Человек, профессионально работающий с романскими языками, он не поддавался искушению латинизмами, не засорял речь лектора излишней терминологией. Руководствуясь при этом не догматическим императивом „чистоты русского языка“, а просто стремясь, чтобы речь была более понятной, ясной для учеников — воспринимаемой. Слука-экзаменатор никогда не восстанавливал против себя студентов, не стремился „подловить“, испытать память. Маститый профессор прекрасно понимал, что смысл учения не в закладывании в мозг объемной информации. Однако знания фактов, действительно важных, существенных для понимания того или иного вопроса, для работы в той или иной области, Александр Евгеньевич требовал. И умел простым „высокоточным“ вопросом безошибочно (и тактично) указать ученику на пробел в его знаниях».

## Вклад в науку
А. Е. Слука разработал ряд современных концепций демографии, выявил закономерности и географические особенности миграции населения Западной Европы. В его научные интересы входила также социально-экономическая география Европы, особенно Франции.
Ученым опубликовано более 150 научных работ, в том числе монографии: «Франция. Экономическая география»; «Современная Франция»; «Население Западной Европы: воспроизводство, миграция, расселение, занятость»; «География населения Западной Европы»; «География населения с основами демографии и этнографии»; учебники «География населения с основами демографии»; «Географическая культура»; и т. д.
А.Слука в 1985—1995 гг. был членом научного координационного совета МГУ «Проблемы народонаселения и занятости», в 1993—2000 гг. — членом бюро Совета учебно-научного центра проблем интеграции и системного анализа в МГУ.

## Награды
- ордена Отечественной войны I и II степени
- медали СССР
- лауреат премии I степени Госкомобразования СССР
- лауреат первой премии Ученого совета географического факультета МГУ (2002)
- знак Министерства высшего и среднего специального образования СССР «За отличные успехи в работе»

## Признание
- заслуженный профессор МГУ(1997)
- почетный член Русского географического общества(1995)

## Научная школа
Под его руководством подготовлено 16 кандидатов и 1 доктор наук в области географии.

## Семья
Сын — Николай, доктор географических наук, профессор географии мирового хозяйства географического факультета МГУ.

## Основные работы
- Франция. Экономическая география. — М.: Географиздат, 1958, 1964.
- Современная Франция. — М.: 1969.
- Население Западной Европы: воспроизводство, миграция, расселение, занятость. — М.: 1984.
- География населения Западной Европы. — М.: 1986.
- География населения с основами демографии и этнографии. — М.: МГУ, 1988.
- География населения с основами демографии. — М.: 2000.

## Научные статьи
- Новое административное деление Франции.// Вопросы географии Сб. 53 Зарубежные страны −1961.
- Политика децентрализации Большого Парижа и её результаты // ВГУ сер. Геогр. 1961. № 1.
- Париж // Крупнейшие города капиталистических и развивающихся стран. М. МГУ.1987.
- Важнейшие особенности динамики населения в современной Европе // Вест. МГУ. Сер. 5. География. 1994. № 1.
- Франция: Спец. Выпуск // География. Приложение газ. «Первое сентября». 1995. № 23-24.
- Территориальные экономические диспропорции в странах Европейского союза и их динамика //Вестн. МГУ. Сер. 5. География. 1996. № 2.
- Пять лет спустя в Китае плюс 66 миллионов. //География, 1996, № 19.
- Италия: Спец. Выпуск // География. Приложение газ. «Первое сентября». 1996 № 23.
- Индексы развития человеческого общества в странах мира //География, 1997, № 34.
- Арабская страна Франция, турецкая страна Германия //География, 1999, № 13.
- Индексы развития человеческого общества в странах мира в 1998 г. //География, 1999, № 19.
- На пути к Европе пенсионеров и иммигрантов //География, 1999, № 44.
- Демографические проблемы Западной Европы // Институт Европы РАН, 2000, № 4[3].
- Индексы развития человеческого общества в 1999 г. //География, 2000, № 11.
- Типы динамики населения в регионах и странах мира //География, 2000, № 16.
- Сельское население — стратегический резерв человечества //География, 2000, № 26.
- Франция: движение населения в 90-х годах //География, 2001, № 42[4].
- Районы Франции //География, 2002, № 2[5].
- Швейцария //География, 2004, № 2[6].
- Франция //География, 2004, № 42[7].